# トーマス・レイボーン
トーマス・レイボーン（英語: Thomas Laybourn、1977年9月30日 - ）はデンマークの男子バドミントン選手。混合ダブルス元世界ランク1位。2009年の世界王者。

## 経歴
混合ダブルスをメインに、カミラ・リター・ユールとペアを組む。
2009年の世界選手権では、それぞれ世界ランク1位、2位、3位だった李龍大 / 李孝貞、ノバ・ウィディアント / リリヤナ・ナトシール、鄭波 / 馬晋を全て破って優勝した。

## 概要
- 登録者数30万人を超えるYouTubeチャンネル「Badminton Famly」のメンバーとしても活動。